# ゲオルク・ハプスブルク＝ロートリンゲン
ゲオルク・ハプスブルク＝ロートリンゲン（ドイツ語: Georg Habsburg-Lothringen、ハンガリー語: Habsburg György、1964年12月16日 - ）は、ハプスブルク帝国最後の皇太子オットー・フォン・ハプスブルクの次男、現在のハプスブルク家当主カールの弟。ハンガリー赤十字社総裁（2004～2012年）、ハンガリー外交官。

## 年表
1964年12月16日、西ドイツ・バイエルン州のシュタルンベルクにて誕生した。洗礼式の代父は、時のローマ教皇パウロ6世が務めた。
1987年、父オットーから金羊毛騎士団の騎士に叙任された。
1993年、ハンガリーに移住し、ハンガリーの市民権を取得した。
1996年、ハンガリーの欧州連合加盟のための特別大使に任命された。
2004年、ハンガリー赤十字社総裁に就任した。
2009年欧州議会議員選挙に、ハンガリー民主フォーラムから出馬したが、落選した。
2012年、ハンガリー赤十字社総裁を退任した。
2015年、2024年夏季オリンピックの開催都市にブダペストが立候補した際、オリンピック招致特別大使に任命された（のち招致断念）。
2015年7月4日、兄カールとともにトンガ国王トゥポウ6世の戴冠式に参列した。なおこの戴冠式には、日本の皇太子徳仁親王や、ホーエンベルク公爵家（＝フランツ・フェルディナント大公の子孫）のマリア・テレジアも参列していた。
2017年12月16日、ハンガリー政府代表として、兄カールや各国の王侯貴族とともに、元ルーマニア国王ミハイ1世の葬儀に参列した。
2018年3月、ハンガリーオリンピック委員会（MOB）の大使に就任した。
2021年3月、フランス共和国駐箚ハンガリー特命全権大使に就任した。

## 家族

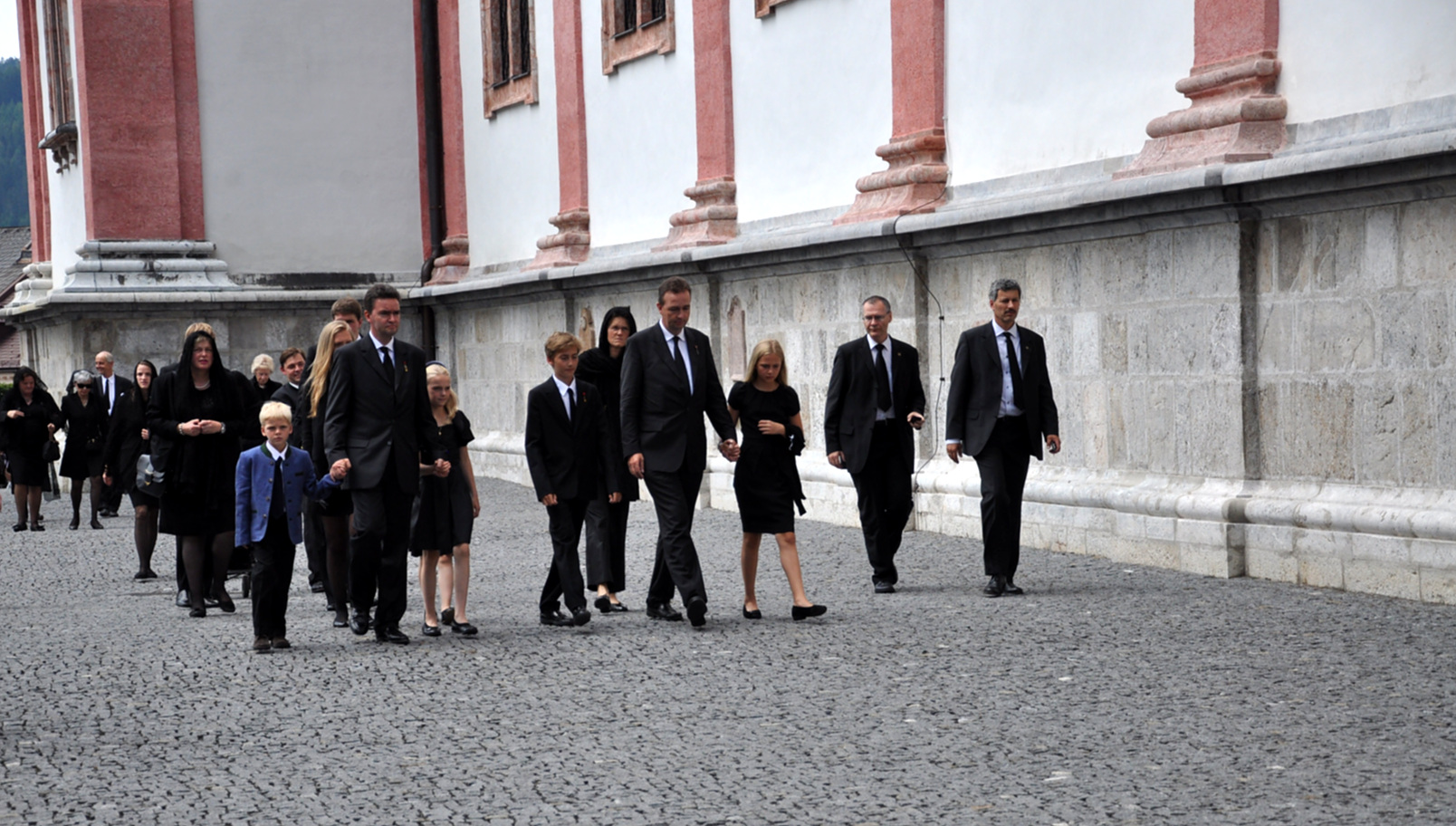
ゲオルクの家族（左）と兄カールの家族（父オットーの葬儀にて。2011年）

1997年10月18日、ハンガリー共和国政府高官らも参列する中で、聖イシュトヴァーン大聖堂においてオルデンブルク公女アイリーカ（Eilika）と結婚式を挙げた。アイリーカ夫人との間に1男2女がある。
- ソフィア（Sophia, 2001年 - ）
- イルディコー（Ildikó, 2002年 - ）
- カール＝コンスタンティン（英語版）（Karl-Konstantin, 2004年 - ）

## 栄典
- 金羊毛騎士団 (オーストリア支流)
  - 騎士 (1987年-)